# Jonathan Wright (Historiker, 1941)
Jonathan Richard Cassé Wright (* 24. Oktober 1941 in Nairobi, Kenia) ist ein britischer Historiker und Politikwissenschaftler.
Er lehrte von 1969 bis 2009 Zeitgeschichte, Politik und Internationale Beziehungen an der Universität von Oxford. In Deutschland ist er vor allem durch seine Biographie über Gustav Stresemann bekannt geworden, deren Übersetzung 2006 von Hans Mommsen vorgestellt wurde.

## Schriften (Auswahl)
- “Above parties”. The political attitudes of the German protestant Church leadership 1918–1933. Oxford University Press, London 1974.
  - „Über den Parteien“. Die politische Haltung der evangelischen Kirchenführer 1918–1933. Vandenhoeck und Ruprecht, Göttingen 1977 (Digitalisat).
- Gustav Stresemann. Weimar’s greatest statesman. Oxford University Press, Oxford 2002.
  - Gustav Stresemann 1878–1929. Weimars größter Staatsmann. DTV, München 2006.
- Germany and the Origins of the Second World War. Palgrave Macmillan, Basingstoke 2007.